# Золоті Шаблі
Золоті Шаблі (англ. Golden Sabers) — пілотажна команда ВПС Філіппін. Виступала на винищувачах F-86 Sabre з димогенераторами.

## Історія
Сформована у 1971 році з пілотів та літаків 9-ї ескадрильї 5-го винищувального крила. Дебютувала 09 квітня 1972 року в Ібі, Замбалес.
Того ж року команда виступила на Авіаційному тижні. «Золоті шаблі» стала першою аеробатичною командою, що виступила перед глядачами у Вісайських островах та на Мінданао, зробивши семиденне турне по таких містах, як Ілоіло, Баколод, Давао, Замбоанга, Кагаян-де-Оро та ін..
Літаки виступали у боєготовому стані та за необхідності могли швидко розпочати виконання бойових завдань, лише завантаживши боєприпаси й додаткове паливо.
У 1974 році у зв'язку з постановкою на озброєння літаків Vought F-8 Crusader F-86 були зняті з експлуатації, і команда була об'єднана з іншою філіппінською командою Червоні Аси в пілотажну групу «Шаблі» (англ. Sabres). Команда проіснувала кілька років, але зрештою була розформована через паливну кризу.